# Finn Ahlgren

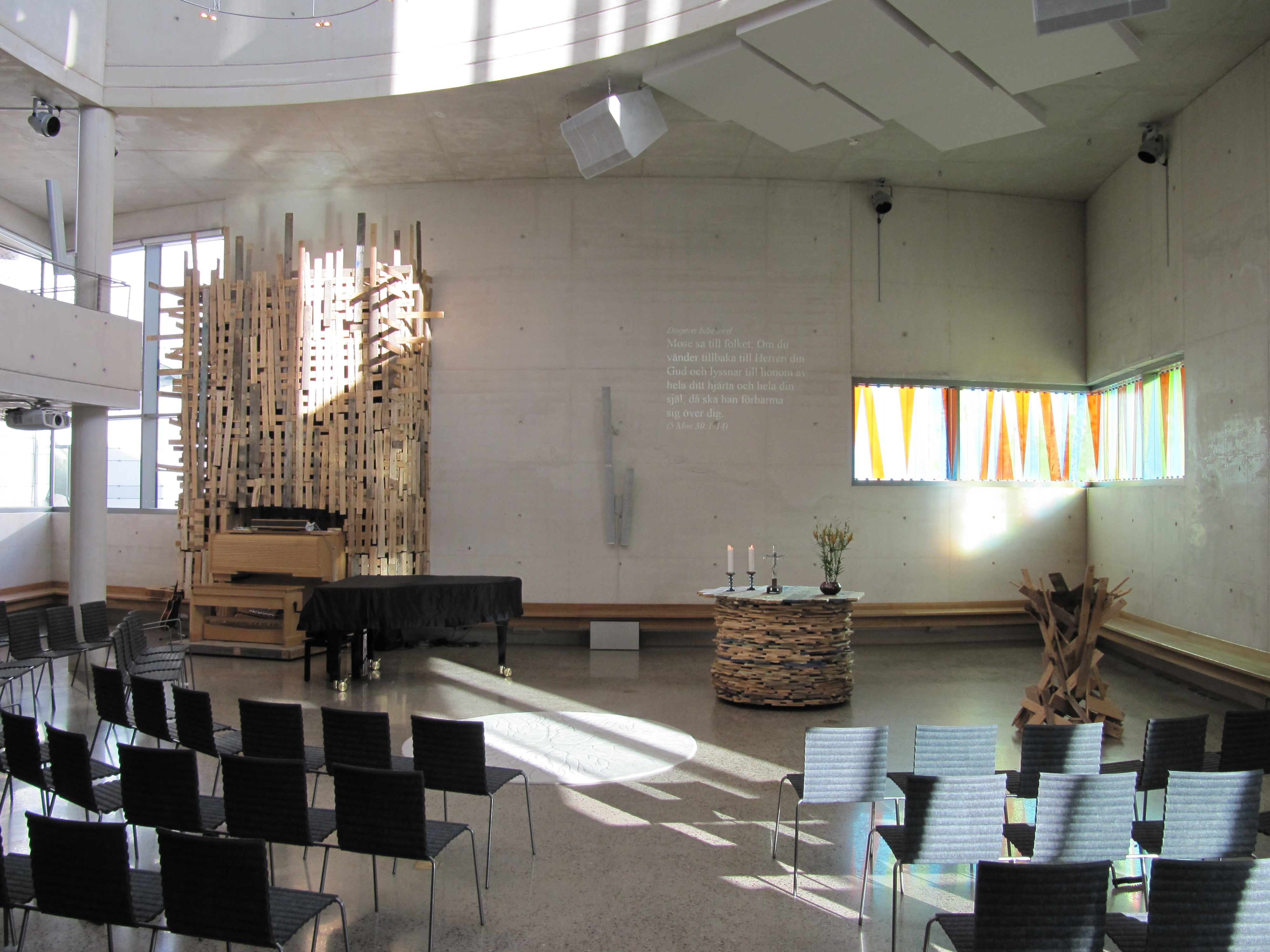
Altare, dopfunt och orgelskåp i Turebergskyrkan i Sollentuna

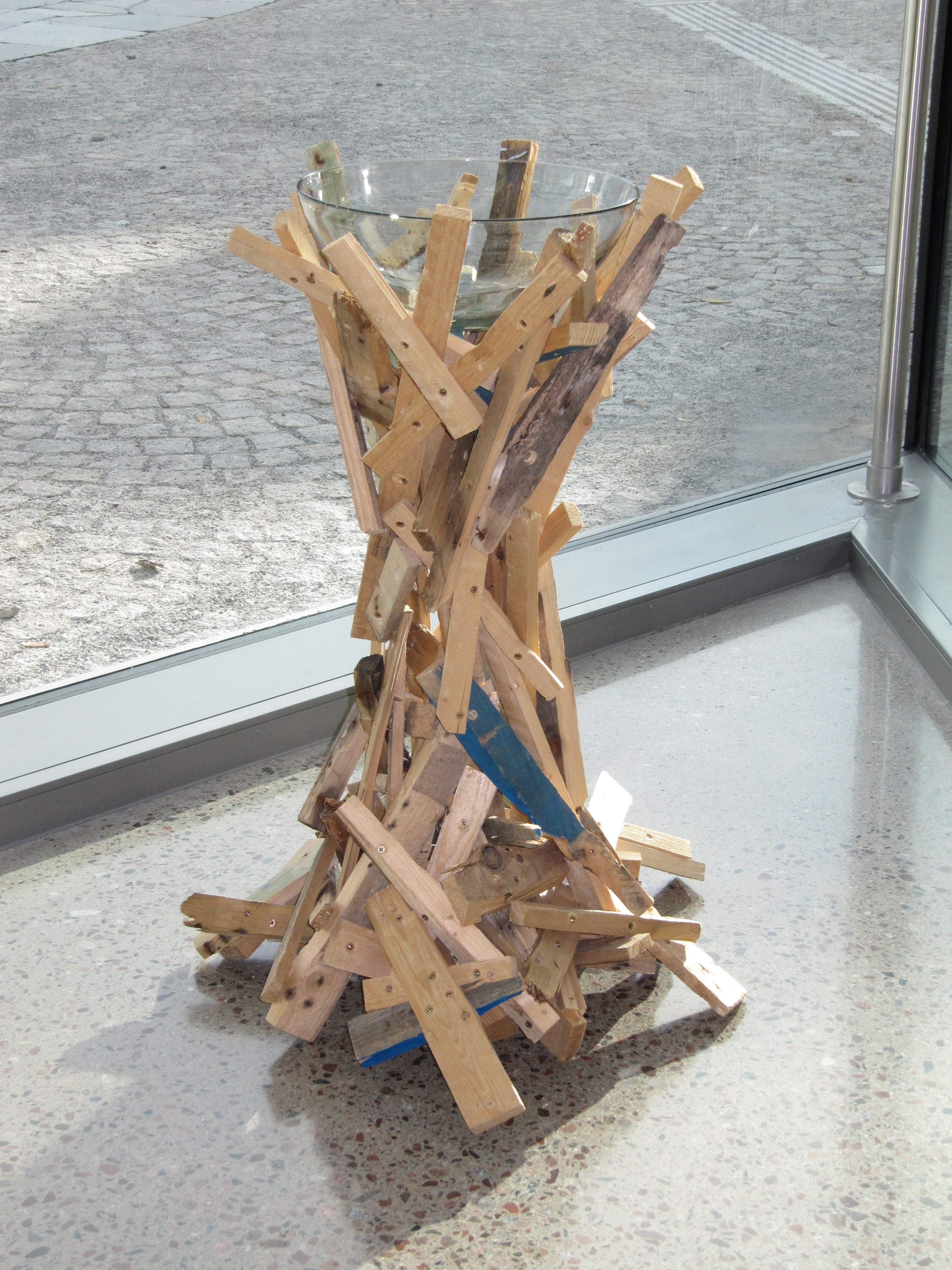
Dopfunten i Turebergskyrkan

Finn-Petter (Finn) Holger Ahlgren, född 22 augusti 1977, är en svensk formgivare och konsthantverkare.
Finn Ahlgren är uppväxt i Stockholm och har utbildat sig på linjen för inredningsarkitektur och möbeldesign på Konstfack i Stockholn. Han gör möbler och andra föremål av återvunnet material, framför allt gamla möbler och överblivna och i övrigt oanvändbara träbitar.
Finn Ahlgren och Joy van Erven arbetar sedan 2008 tillsammans i duon Godspeed med formgivningsverksamhet i Tel Aviv och Stockholm.
| ”              | ... från mitt intresse för det refuserade, det fula, det ingen vill ha. Jag vill lyfta fram vardagens fula baksida, det obekväma och trasiga. Det som trots allt är en stor och framför allt viktig del av livet. Min inspiration kommer ur en skepsis för det ordnade och tillrättalagda som jag ofta likställer med det osanna och tillgjorda. Alltså att det fula per automatik är mer sant för att det inte har något att dölja. | „ |
| – Finn Ahlgren | |   |

Finn Ahlgren fick Bruno Mathsson-priset 2024.

## Offentliga verk
- Altare, ambo, dopfunt och orgelskåp i Turebergskyrkan i Sollentuna, 2010